# Устрицький деканат
Устрицький деканат — колишня структурна одиниця Перемишльської єпархії греко-католицької церкви з центром в с. Устріки Долішні. Очолював деканат декан.

## Історичні відомості
Строрений під владою Австрійської монархії 08.11.1782 з 21-ї парафії, кількість прихожан — 6.387 осіб. В 1784 році додається парафія в с. Устянове, кількість церков у деканаті — 29, кількість сіл без церков — 4.  
В 1828 році деканат обіймав 14 парафій. В 1830 році парафія в с. Дзвинячі Долішному була ліквідована, а церква у згаданому селі стала філіальною парафії с. Середниця Ліського деканату. З того часу, деканат налічував 13 парафій.
В 1924 році в рамках реорганізації церковного устрою парафія в с. Стефкове була переведена з Ліського в Устрицький деканат. З того року і до 1947 деканат мав 14 парафій:
- Парафія в с. Бандріва;
- Парафія в с. Береги Долішні з філією в с. Лодина;
- Парафія в с. Дашівка з філіями в с. Соколова Воля і с. Телешниця Ошварова;
- Парафія в с. Гошів з філіями в с. Гошівчик, с. Рябе і приходом с. Задвір'я;
- Парафія в с. Ялове з філією в с. Мочари і приходом з північної частини с. Гошів;
- Парафія в с. Коростно з філією в с. Волиця;
- Парафія в с. Лісковате;
- Парафія в с. Лобізва;
- Парафія в с. Лопушниця з філією в с. Катина Шляхоцька і приходами сіл Катина Рустикальна і Лопушанка;
- Парафія в с. Нанова з філіями в с. Рудавка і с. Стебник;
- Парафія в с. Старява Сяніцька;
- Парафія в с. Стефкове з філією в с. Вільшаниця;
- Парафія в с. Устіянова з філіями в с. Рівна і с. Устіянова Долішна;
- Парафія в с. Устріки Долішні з філіями в с. Ясінь і с. Стрвяжик.

### Декани
- 1828 - 1847† — о. Василь Пожаківський,
- 1847 - 1849† — о. Лука Ропицький,
- 1849 - 1854 — о. Петро Менчінський,
- 1854 - 1857 — о. Якунт Крвавич,
- 1858 - 1868 — о. Андрій Скобельський,
- 1868 - 1873 — о. Юліан Алексевич,
- 1873 - 1879† — о. Павло Підлуський,
- 1879 - 1883 — о. Іван Німців,
- 1883 - 1894 — о. Теодор Карпяк,
- 1894 - 1898† — о. Андрій Габла,
- 1898 - 1900† — о. Микола Чайківський,
- 1900 - 1907 — о. Володимир Ринявець,
- 1907 - 1914 — о. Йосип Дуб,
- 1918 - 1919† — о. Михайло Зубрицький,
- 1919 - 1936† — о. Михайло Жарський,
- 1936 - 1937 — о. Володимир Вербенець,
- 1937 - (1946) — о. Микола Миленич.

Кількість прихожан: 1828 — 12.810, 1850 — 12.261, 1900 — 15.096, 1910 — 16.299, 1939 — 23.511 осіб.
Деканат було ліквідовано в травні 1946 р. після примусового виселення етнічних мешканців — українців, арешту парохів і декана, згодом — заборони УГКЦ.